# Сілістрару
Сілістрару (рум. Silistraru) — село у повіті Бреїла в Румунії. Входить до складу комуни Траян.
Село розташоване на відстані 155 км на північний схід від Бухареста, 17 км на південний захід від Бреїли, 129 км на північний захід від Констанци, 34 км на південний захід від Галаца.

## Населення
За даними перепису населення 2002 року у селі проживали 892 особи. Рідною мовою 891 особа (99,9%) назвала румунську.
Національний склад населення села:
| Національність | Кількість осіб | Відсоток |
| -------------- | -------------- | -------- |
| румуни         | 868            | 97,3%    |
| цигани         | 23             | 2,6%     |